# Ал-Байда
Ал-Байда — место пребывания ставки хазарского кагана в период арабо-хазарских войн VIII века.
В 737 году — конечный пункт похода арабского войска Мервана ибн Мухаммеда вглубь хазарской территории, после чего хазарский каган бежал оттуда к «славянской реке» (предположительно, Волга или Дон). Ал-Байда фигурирует в более поздних перечнях хазарских городов, какой-либо конкретной информации о ней не приводится. Название по-арабски означает «белый».
Согласно широко распространённой точке зрения, Ал-Байде соответствует тюркское название города Сарышин, а оба они, в свою очередь, идентичны западной части Итиля. Однако советский историк А. П. Новосельцев обратил внимание на то, что Ал-Байда часто упоминается рядом с Итилем, но почти никогда вместе с другой хазарской столицей — Семендером, чьё название, иранское по происхождению, тоже содержит слово «белый».